# Лопасня М
Лопа́сня М — вездеход-амфибия на шинах сверхнизкого давления, производился «Ассоциацией Арктиктранс» с 2008 по 2012гг. Вездеход имеет несущий герметичный, утепленный кузов из высокопрочных алюминиевых сплавов, независимую длинноходовую (400—420 мм) подвеску, автомобильный мотор и трансмиссию из стандартных автомобильных узлов ВАЗ и ГАЗ, что обеспечивает простоту в эксплуатации, облегчает техническое обслуживание и ремонт.
«Лопасня М» не имеет ограничений по движению по дорогам общего пользования, так как не превышает допустимой ширины (2 550 мм).

## Технические характеристики
- Шины: Арктиктранс, камерные: 1300х700-24” с самоочищающимися грунтозацепами[5]
- Рабочие давления на грунт (кг/см2): 0,19-0,26
- Максимальная скорость движения, км/ч: 80
- Максимальная скорость по воде за счёт колёс / с подвесным лодочным мотором, км/ч: 4 / 10
- Расход топлива на 100 км при скорости 45 км/час, по бездорожью, л/час: 10,6
- Масса груза, перевозимого на багажнике, кг: 50
- Полная масса буксируемого прицепа, кг: 500
- Кузов: дюралевый, клепанный, герметичный
- Наибольший угол подъема, преодолеваемый с полной нагрузкой (без разгона) на низшей передаче, %: 87
- Боковая устойчивость, град: 40

## Галерея

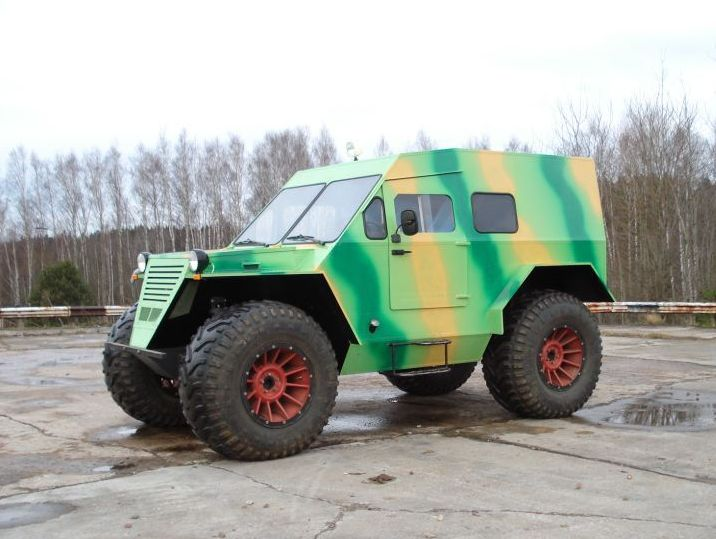
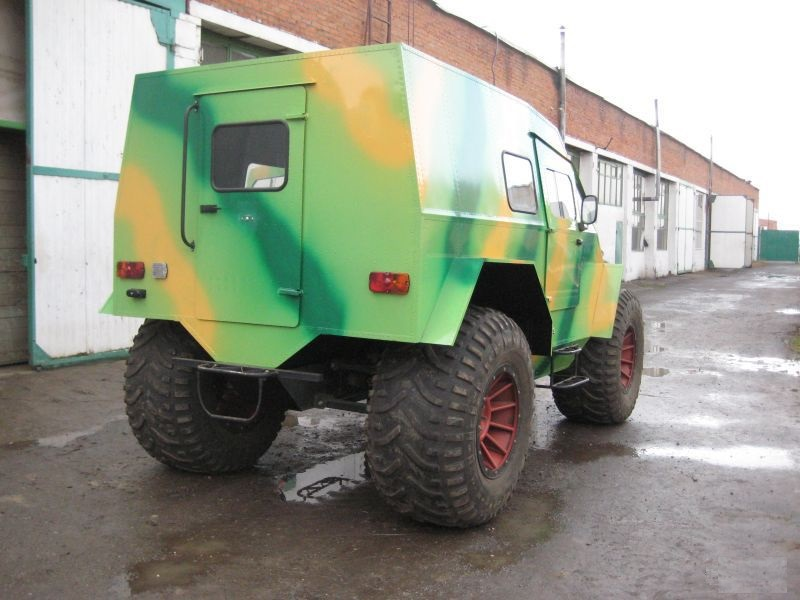